# Дюранте Алберти
Дюранте Алберти (ок. 1556 – 1623) е италиански художник от късния ренесансов период.

## Биография
Роден е в Сансеполкро. Той рисува главно в родния си град и в Рим, където пристига по време на папството на Григорий XIII. Наричан е още Дюранте дел Нерон. Баща му е Романо Алберти. Синът му Пиетро Франческо Алберти също е художник и гравьор. Брат му, Козимо, е скулптор, гравьор и художник, който умира в Рим през 1580 година. Дъщеря му Киара е художничка. Той е свързан със скулптора Алберто и художниците Алесандро Дуранти, Джовани и Керубино Алберти. Твърди се, че си е сътрудничил с Леонардо Кудни, също от Сансеполкро.
Алберти рисува един от параклисите в църквата „Сан Джироламо дела Карита“, представляващ „Дева Мария и младенеца със светите Бартоломео и Алесандро“. За „Санта Мария дей Монти“ той рисува „Благовещение“. Той също така рисува „Картината на мъченика“ в главния параклис на Английския колеж в Рим. Картината представя „Блажената Троица и Свети Тома“, на които е посветена църквата. 
Дюранте Алберти е погребан в Санта Мария дел Пополо.